# Supercoppa russa 2013 (pallavolo maschile)
La Supercoppa russa di pallavolo maschile 2013 si è svolta il 16 ottobre 2013: al torneo hanno partecipato due squadre di club russe e la vittoria finale è andata per la prima volta al Volejbol'nyj klub Belogor'e.

## Regolamento
Le squadre hanno disputato una gara unica.

## Squadre partecipanti
| Squadra     | Qualificazione                                    | Ultima partecipazione |
| ----------- | ------------------------------------------------- | --------------------- |
| Belogor'e   | Vincitrice Superliga 2012-13/Coppa di Russia 2012 | Supercoppa russa 2010 |
| Zenit-Kazan | Finalista in Coppa di Russia 2012                 | Supercoppa russa 2012 |

## Torneo
| 16 ottobre 2013 Dvorec Sporta Kosmos, Belgorod Durata: 2h:18 - Spettatori: 5 000 | Belogor'e | 3 - 2 | Zenit-Kazan | 21-25, 21-25, 25-23, 25-23, 15-13 |